# タタール (ヒップホップ)
TATAR（タタール）はモンゴルのヒップホップ・グループ。グループ名は、モンゴル系の民族のひとつ、タタールにちなんでいて、勇気と決断力、活気を兼ね備えているという意味が込められている。

## メンバー
- Damdinbazar Batzaya(ダムディンバザル バットザヤ、1984年4月8日 - ):通称Zaya(ザヤ)
- Chuluunbat Jargalsaihan(チュルーンバット ジャガルサイハン、1984年5月8日 - ):通称Jagga(ジャガー)
- Dugar Munhchuluun(デュガル ムンヘチュルーン、1984年5月8日 - ):通称Muugii(ムーギー)

## 来歴
1999年、モンゴルの第39高等学校でにおいて反抗的で落ちこぼれ扱いされていた同級生の3人が、隣家の壊れたトレーラーの中でラップを始める。2001年に本格的な活動を開始し、2004年にはファーストアルバムを発表。この年に行ったライヴは一晩に1万人を集客するというモンゴルでは空前の大成功を収め、さらにファーストアルバムのほとんどの曲がラジオのヒットチャートのトップ10内にランクインし、セールスにおいても17週連続で国内チャートの1位を獲得。アイスクリームの名前にまでタタールとつけられるなど記録的な大ヒットとなった。
2005年には日本のギャングスタ・ラッパー、AK-69とのコラボレーションを行うなど、引き続き活発に活動している。

## ディスコグラフィー

### アルバム
- 2004年 - TATAR(タタール)

### シングル
- 2005年 - Ain’t No Stoppin’ feat.AK-69